# Gare de Marbehan
La gare de Marbehan est une gare ferroviaire belge de la ligne 162, de Namur à Sterpenich (frontière du Luxembourg), située au village de Marbehan, sur le territoire de la commune de Habay, province de Luxembourg en Région wallonne.
Elle est mise en service en 1858 par la Grande compagnie du Luxembourg. C'est une gare de la Société nationale des chemins de fer belges (SNCB) desservie par des trains InterCity (IC), Omnibus (L) et Heure de pointe (P).

## Situation ferroviaire
Établie à 370 m d'altitude, la gare de Marbehan est située au point kilométrique (PK) 132,70 de la ligne 162 de Namur à Sterpenich (frontière du Luxembourg) (le bornage de la L162 est établi en prenant le PK 0 de la L161comme point de départ) , entre les gares ouvertes de Neufchâteau et de Habay. C'est une gare de bifurcation, origine de la ligne 155, de Marbehan à Virton et à la frontière française.

## Histoire
La station de Marbehan est mise en service le 27 octobre 1858 par la Grande compagnie du Luxembourg, lorsqu'elle ouvre à l'exploitation la section de Grupont à Arlon de sa ligne de Namur à la frontière du Luxembourg. En 1867 la « station Marbehan » est la 12e station de la ligne depuis Namur situé à 114 km.
Au fil du temps, il y aurait eu quatre bâtiments différents à Marbehan:
- une gare provisoire en bois :
- un bâtiment de style néo-florentin, identique à celui qui existe toujours à Habay et dont d'autres exemplaires, parfois plus vastes, ont été édifiés à Assesse, Natoye, Ciney, Jemelle et Habay, et potentiellement dans d'autres localités où elles ont rapidement été remplacées ;
- un grand bâtiment à étage, édifié vers 1880 lors de l'ouverture de la ligne vers Virton et Montmédy et démoli en 1971 ;
- de nouveaux bâtiments édifiés en 1971[2], y compris le bâtiment voyageurs qui est dédié à Maurice Grevisse, grammairien et enfant du pays[5].

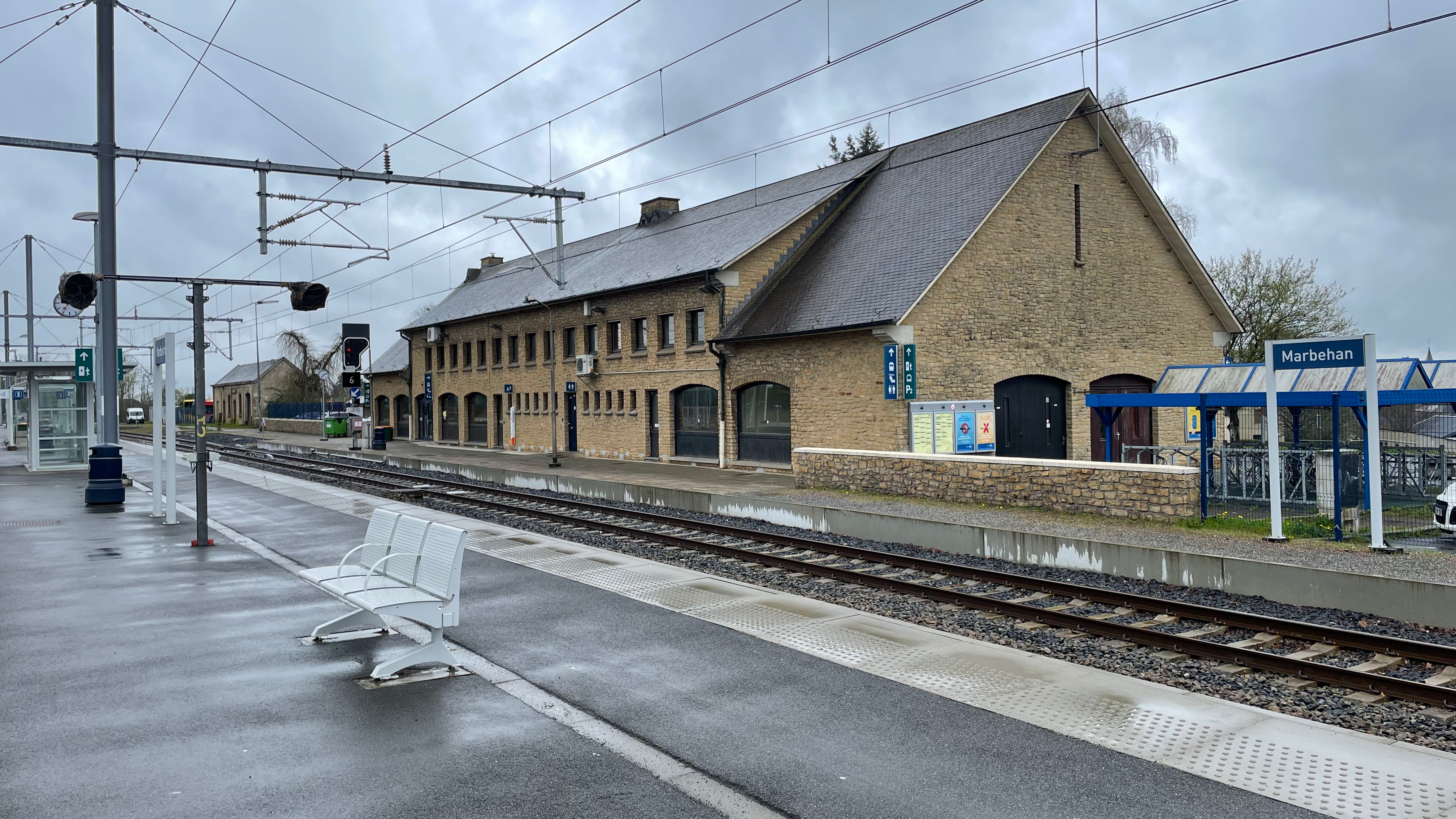
Bâtiment de la gare et nouveau quai en 2023.

## Service voyageurs

### Accueil
Gare de la SNCB, elle dispose d'un bâtiment voyageurs avec guichets ouverts du lundi au vendredi le matin. Le bâtiment intègre un buffet et divers services comme un distributeur de boissons fraîches. Les quais sont équipés d'abris et un passage souterrain, rénové en 2020, permet l'accès en sécurité aux quais.

### Desserte
Marbehan est desservie par des trains InterCity (IC), Omnibus (L) et Heure de pointe (P) de la SNCB, qui effectuent des missions sur la ligne 162.
La desserte régulière en semaine comme les week-ends comprend des trains IC-16 : Bruxelles-Midi - Namur - Arlon - Luxembourg, ainsi que des trains L Libramont - Arlon, toutes les heures, renforcée en semaine par un train P Luxembourg- Bruxelles-Midi (le retour ne s'arrête pas), un train P Libramont - Arlon (aller-retour), un train P Namur - Luxembourg et un train P Arlon - Namur, et les dimanches soir en période scolaire par un train P Arlon - Liège-Saint-Lambert et un autre d'Arlon à Bruxelles-Midi.

### Intermodalité
La place de la gare est aménagée pour l'intermodalité avec des parkings pour les véhicules gratuits ou payants d'un côté, une gare routière pour les bus du réseau TEC Namur-Luxembourg de l'autre, ainsi que des cheminements piétons sécurisés. Un abri pour les deux-roues est situé à côté du bâtiment.

## Comptage voyageurs
Ce graphique et tableau montre le nombre de voyageurs embarquant en moyenne durant la semaine, le samedi et le dimanche.
| Nombre de passagers qui embarquent à la gare de Marbehan | Nombre de passagers qui embarquent à la gare de Marbehan | Nombre de passagers qui embarquent à la gare de Marbehan | Nombre de passagers qui embarquent à la gare de Marbehan |
|                                                          | Semaine                                                  | Samedi                                                   | Dimanche                                                 |
| -------------------------------------------------------- | -------------------------------------------------------- | -------------------------------------------------------- | -------------------------------------------------------- |
| 1977                                                     | 498                                                      | 173                                                      | 379                                                      |
| 1978                                                     | 455                                                      | 162                                                      | 347                                                      |
| 1979                                                     | 542                                                      | 171                                                      | 329                                                      |
| 1980                                                     | 544                                                      | 154                                                      | 409                                                      |
| 1981                                                     | 491                                                      | 201                                                      | 471                                                      |
| 1982                                                     | 499                                                      | 207                                                      | 395                                                      |
| 1983                                                     | 591                                                      | 155                                                      | 207                                                      |
| 1984                                                     | 657                                                      | 257                                                      | 578                                                      |
| 1985                                                     | 705                                                      | 264                                                      | 517                                                      |
| 1986                                                     | 611                                                      | 148                                                      | 477                                                      |
| 1987                                                     | 599                                                      | 187                                                      | 434                                                      |
| 1988                                                     | 605                                                      | 186                                                      | 350                                                      |
| 1989                                                     | 655                                                      | 214                                                      | 549                                                      |
| 1990                                                     | 615                                                      | 207                                                      | 553                                                      |
| 1991                                                     | 619                                                      | 243                                                      | 615                                                      |
| 1992                                                     | 621                                                      | 230                                                      | 619                                                      |
| 1993                                                     | 548                                                      | 193                                                      | 680                                                      |
| 1994                                                     | 596                                                      | 223                                                      | 574                                                      |
| 1995                                                     | 597                                                      | 200                                                      | 707                                                      |
| 1996                                                     | 639                                                      | 253                                                      | 648                                                      |
| 1997                                                     | 608                                                      | 188                                                      | 751                                                      |
| 1998                                                     | 562                                                      | 182                                                      | 734                                                      |
| 1999                                                     | 654                                                      | 246                                                      | 611                                                      |
| 2000                                                     | 701                                                      | 308                                                      | 675                                                      |
| 2001                                                     | 687                                                      | 332                                                      | 788                                                      |
| 2002                                                     | 740                                                      | 346                                                      | 708                                                      |
| 2003                                                     | 701                                                      | 298                                                      | 689                                                      |
| 2004                                                     | 649                                                      | 270                                                      | 790                                                      |
| 2005                                                     | 765                                                      | 350                                                      | 772                                                      |
| 2006                                                     | 776                                                      | 334                                                      | 754                                                      |
| 2007                                                     | 685                                                      | 296                                                      | 798                                                      |
| 2008                                                     | -                                                        | -                                                        | -                                                        |
| 2009                                                     | 767                                                      | 386                                                      | 725                                                      |
| 2010                                                     | -                                                        | -                                                        | -                                                        |
| 2011                                                     | -                                                        | -                                                        | -                                                        |
| 2012                                                     | 822                                                      | 330                                                      | 635                                                      |
| 2013                                                     | 898                                                      | 360                                                      | 860                                                      |
| 2014                                                     | 763                                                      | 392                                                      | 704                                                      |
| 2015                                                     | 646                                                      | 353                                                      | 744                                                      |
| 2016                                                     | 629                                                      | 303                                                      | 707                                                      |
| 2017                                                     | 549                                                      | 779                                                      | 985                                                      |
| 2018                                                     | 678                                                      | 314                                                      | 821                                                      |
| 2019                                                     | 555                                                      | 343                                                      | 898                                                      |
| 2020                                                     | 388                                                      | 187                                                      | 605                                                      |
| 2021                                                     | -                                                        | -                                                        | -                                                        |
| 2022                                                     | 588                                                      | 391                                                      | 888                                                      |
| 2023                                                     | 735                                                      | 342                                                      | 837                                                      |
| 2024                                                     | 636                                                      | 365                                                      | 794                                                      |